# Chiesa di San Lorenzo in Palatio ad Sancta Sanctorum

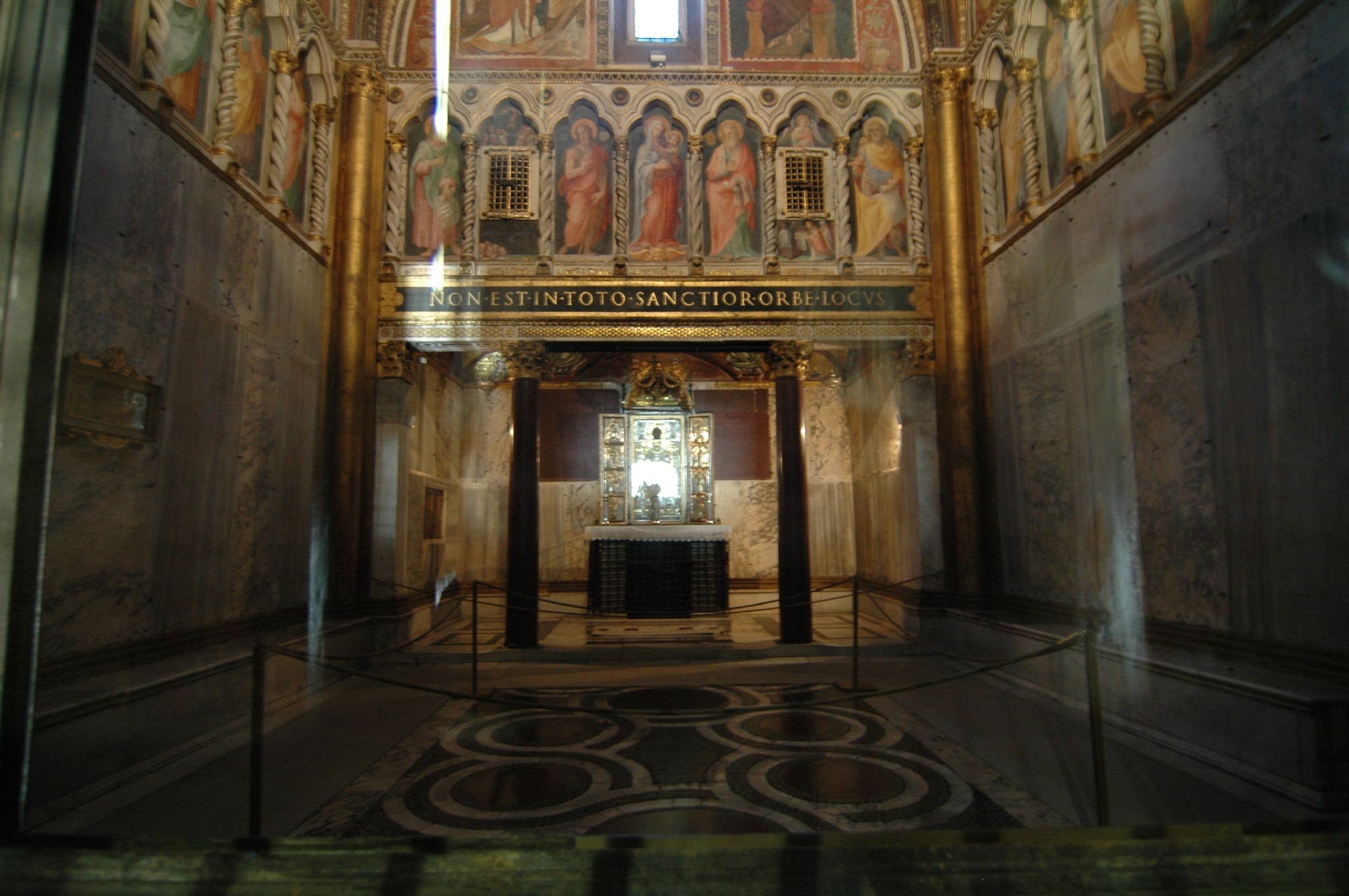
Interno della cappella

La chiesa di San Lorenzo in Palatio è una chiesa di Roma, nel quartiere San Giovanni, in piazza San Giovanni in Laterano.

## Storia e descrizione
La chiesa si trova all'interno del complesso edilizio che conserva la Scala Santa presso la Basilica di San Giovanni in Laterano. In origine questo palazzo era il palazzo patriarcale, sede del vescovo di Roma, e la chiesa era la cappella privata del pontefice. Quando nel 1585 papa Sisto V stabilì la costruzione del nuovo Palazzo dei Papi al Laterano, permise di salvare dalla distruzione alcune strutture particolarmente significative: la Scala Santa, il mosaico del Triclinio di Leone III (795-816) e la Cappella di San Lorenzo in Palatio. La più antica menzione della chiesa si trova nel Liber pontificalis (voce su papa Stefano III, † 772)); essa fu restaurata da Onorio III (1216-1227). Il suo aspetto attuale, di carattere gotico, risale a papa Niccolò III, che dopo il terremoto del 1277 la fece restaurare ed ornare con un ciclo di affreschi. Papa Sisto V (1585-1590) fece traslocare qui la Scala Santa, che ora serve da accesso alla chiesa.
La chiesa è conosciuta anche come Sancta Sanctorum (il Santo dei Santi), nome che rievoca quella parte del tempio di Gerusalemme ove era custodita l'Arca dell'Alleanza, e questo titolo le deriva dal fatto che in essa erano custodite le più preziose reliquie cristiane, tra cui il prepuzio di Gesù bambino, i suoi sandali, il divano su cui assistette all'ultima cena, il bastone con cui fu percosso il suo capo coronato di spine, le teste dei santi Pietro e Paolo e molte altre. Molte di queste reliquie sono oggi scomparse o conservate altrove. Nella cassa di legno di papa Leone III, posta nel vano sotto l'altare che conserva l'«Acheropita Lateranense», si conserva un braccio di san Cesario di Terracina.
Internamente la chiesa è stata decorata dai Cosmati, come attesta un'iscrizione interna: Magister Cosmatus fecit hoc opus.
Gli affreschi che si trovano sulla parte alta della cappella e sulla volta sono del XIII secolo. Nelle vele sono rappresentati i quattro evangelisti, sulla parete sopra l'altare ai fianchi della finestra a sinistra è raffigurato Niccolò III inginocchiato che offre il modellino della cappella con a lato i santi Pietro e Paolo, a destra il Cristo in trono con due angeli. A destra dell'ingresso sono raffigurate il martirio di san Pietro e san Paolo, di fronte all'altare, la Lapidazione di Santo Stefano e il Martirio di San Lorenzo, la Decapitazione di Sant'Agnese e il San Nicola dota tre fanciulle povere.
Alla base degli affreschi è presente una loggia denominata dei santi realizzata sotto il pontificato di Sisto V, probabilmente tra il giugno e luglio 1590 sotto la direzione dei pittori Cesare Nebbia e Giovanni Guerra a cui hanno preso parte molti artisti attivi a Roma in quel periodo.
L'altare conserva un'antichissima immagine di Gesù Redentore detta acheropita, cioè non dipinta da mano umana: la tradizione infatti narra che l'icona fu dipinta dall'evangelista Luca aiutato da un angelo. Questa immagine era molto venerata fin dal pontificato di Stefano II, il quale ordinò una processione per la città con la sacra immagine per implorare l'aiuto divino contro i Longobardi condotti da Astolfo. Nel XIII secolo la tavola fu adornata da una lamina d'argento per opera di papa Innocenzo III. Non si conosce esattamente l'origine di questa immagine: l'Armellini propone un'origine bizantina in epoca della lotta iconoclasta (VIII secolo).
Sopra l'altare vi è l'iscrizione: Non est in toto sanctior orbe locus ("Non c’è in tutto il mondo luogo più santo di questo").